# بازی‌های پان امریکن ۱۹۹۵
بازی‌های پان امریکن ۱۹۹۵ (انگلیسی: 1995 Pan American Games) دوازدهمین دوره بازی‌های پان امریکن است که از ۱۲ تا ۲۶ مارس ۱۹۹۵ در مار دل پلاتا، آرژانتین با حضور ۵٬۱۴۴ ورزشکار برگزار شده‌است.

## جدول مدال‌ها
*   کشور میزبان ( آرژانتین)
| رتبه            | کشور                   | طلا | نقره | برنز | مجموع |
| --------------- | ---------------------- | --- | ---- | ---- | ----- |
| ۱               | ایالات متحده آمریکاa   | ۱۷۰ | ۱۴۵  | ۱۱۰  | ۴۲۵   |
| ۲               | کوبا                   | ۱۱۲ | ۶۶   | ۶۰   | ۲۳۸   |
| ۳               | کانادا                 | ۴۷  | ۶۱   | ۶۹   | ۱۷۷   |
| ۴               | آرژانتین*              | ۴۰  | ۴۵   | ۷۴   | ۱۵۹   |
| ۵               | مکزیک                  | ۲۳  | ۲۰   | ۳۷   | ۸۰    |
| ۶               | برزیل                  | ۱۸  | ۲۷   | ۳۸   | ۸۳    |
| ۷               | ونزوئلا                | ۹   | ۱۴   | ۲۵   | ۴۸    |
| ۸               | کلمبیا                 | ۵   | ۱۵   | ۲۸   | ۴۸    |
| ۹               | شیلی                   | ۲   | ۶    | ۱۱   | ۱۹    |
| ۱۰              | پورتوریکو              | ۱   | ۹    | ۱۲   | ۲۲    |
| ۱۱              | اروگوئه                | ۱   | ۴    | ۳    | ۸     |
| ۱۲              | گواتمالا               | ۱   | ۱    | ۶    | ۸     |
| ۱۳              | جمهوری دومینیکن        | ۱   | ۱    | ۵    | ۷     |
| ۱۴              | آنتیل هلند             | ۱   | ۱    | ۴    | ۶     |
| ۱۵              | اکوادور                | ۱   | ۱    | ۳    | ۵     |
| ۱۶              | پرو                    | ۰   | ۳    | ۴    | ۷     |
| ۱۷              | جزایر ویرجین           | ۰   | ۳    | ۰    | ۳     |
| ۱۸              | جامائیکا               | ۰   | ۲    | ۲    | ۴     |
| ۱۸              | نیکاراگوئه             | ۰   | ۲    | ۲    | ۴     |
| ۲۰              | باهاما                 | ۰   | ۲    | ۱    | ۳     |
| ۲۱              | پاراگوئه               | ۰   | ۱    | ۲    | ۳     |
| ۲۲              | کاستاریکا              | ۰   | ۱    | ۱    | ۲     |
| ۲۳              | السالوادور             | ۰   | ۱    | ۰    | ۱     |
| ۲۳              | دومینیکا               | ۰   | ۱    | ۰    | ۱     |
| ۲۳              | پاناما                 | ۰   | ۱    | ۰    | ۱     |
| ۲۶              | ترینیداد و توباگو      | ۰   | ۰    | ۶    | ۶     |
| ۲۷              | سورینام                | ۰   | ۰    | ۲    | ۲     |
| ۲۷              | هنگ کنگ                | ۰   | ۰    | ۲    | ۲     |
| ۲۹              | آنتیگوا و باربودا      | ۰   | ۰    | ۱    | ۱     |
| ۲۹              | برمودا                 | ۰   | ۰    | ۱    | ۱     |
| ۲۹              | سنت وینسنت و گرنادین‌ها | ۰   | ۰    | ۱    | ۱     |
| مجموع (۳۱ کشور) | مجموع (۳۱ کشور)        | ۴۳۲ | ۴۳۳  | ۵۱۰  | ۱۳۷۵  |

## ورزش‌ها
- تیراندازی با کمان
- دو و میدانی
- بدمینتون
- بیسبال
- بسکتبال
- پیلوتای باسکی
- بولینگ
- بوکس
- کانو و کایاک
- دوچرخه‌سواری
- شیرجه
- سوارکاری
- شمشیربازی
- هاکی روی چمن
- فوتبال
- ژیمناستیک
- ژیمناستیک ریتمیک
- هندبال
- جودو
- کاراته
- راکت‌بال
- اسکیت سرعت این‌لاین
- اسکیت هاکی
- رویینگ
- قایقرانی بادبانی
- تیراندازی
- سافتبال
- اسکواش
- شنا
- شنای موزون
- تنیس روی میز
- تکواندو
- تنیس
- سه‌گانه
- والیبال
- واترپلو
- اسکی روی آب
- وزنه‌برداری
- کشتی

ورزش‌های پیلوتای باسکی، کاراته، راکت‌بال، اسکواش، ورزش سه‌گانه و اسکی روی آب برای اولین در بازی‌های پان آمریکن برگزار شده‌اند.